# کاستیلیونه فالتو
کاستیلیونه فالتو (به ایتالیایی: Castiglione Falletto) یک کومونه در ایتالیا است که در استان کونیو واقع شده‌است.

## خصوصیات
کاستیلیونه فالتو ۴٫۷ کیلومترمربع مساحت و ۶۴۳ نفر جمعیت دارد.

## خواهرخوانده
شهر Muntelier خواهرخواندهٔ کاستیلیونه فالتو هست.